# Гамогма Кодорі
Гамогма Кодорі (груз. გამოღმა კოდორი) — село в Грузії.
За даними перепису населення 2014 року в селі проживає 379 особи.